# Peixe-arlequim
O nome comum de peixe-arlequim é dado para peixes marinhos da subfamília Plectorhinchinae, da família Haemulidae. O nome "arlequim" vêm das colorações coloridas e do nado desajeitado das espécies. Podem ser encontrados no Indo-Pacífico e Oceano Atlântico.

## Gêneros
A subfamília Plectorhinchinae (peixes-arlequim), são compostas por quatro gêneros:
- Diagramma Oken, 1817
- Genyatremus Gill, 1862
- Parapristipoma Bleeker, 1873
- Plectorhinchus Lacépède, 1801

## Geleria

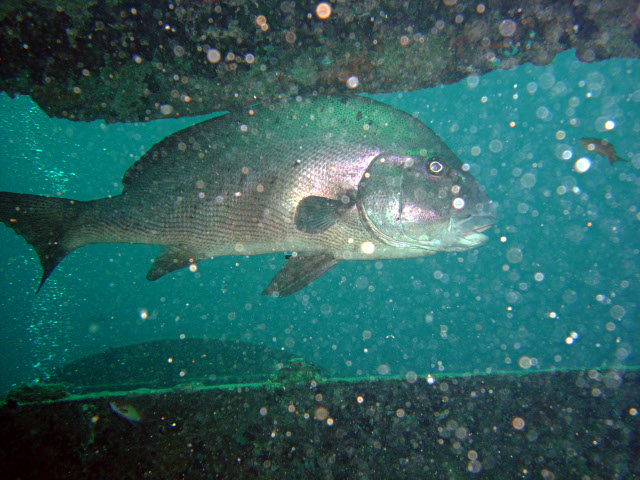
Peixe-arlequim-prateado (Diagramma pictum)
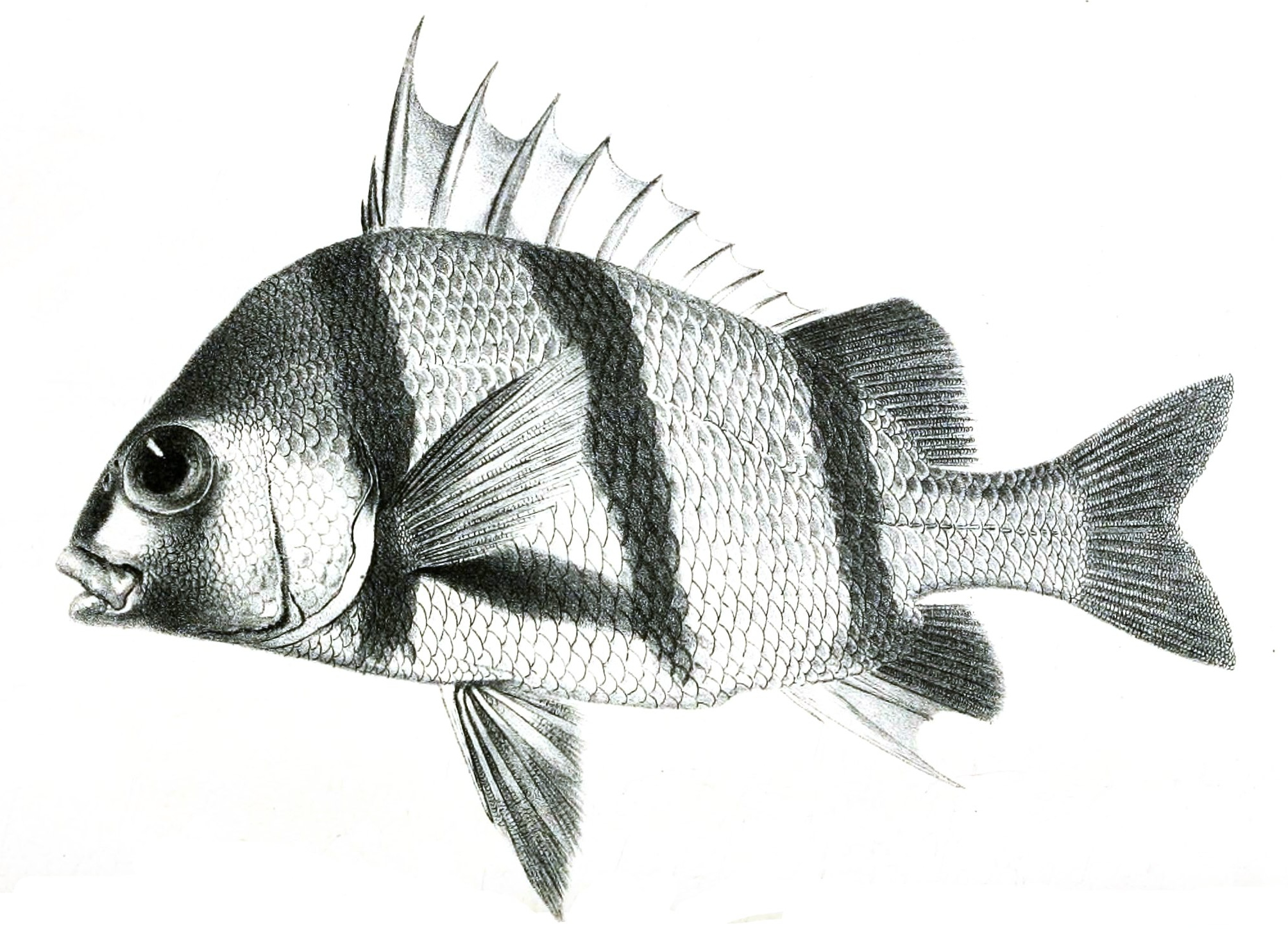
Genyatremus dovii
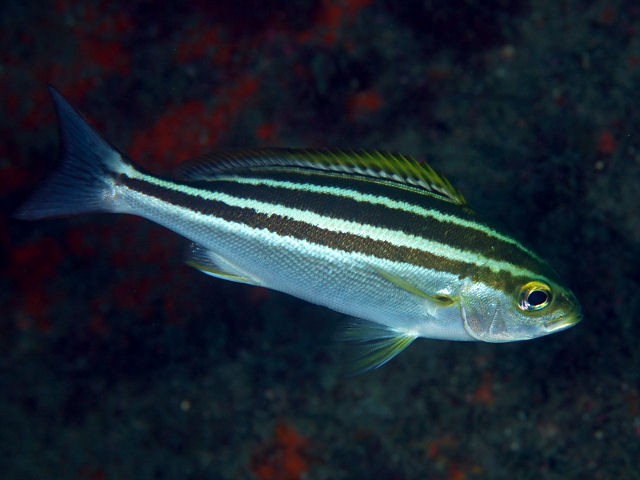
Parapristipoma trilineatum
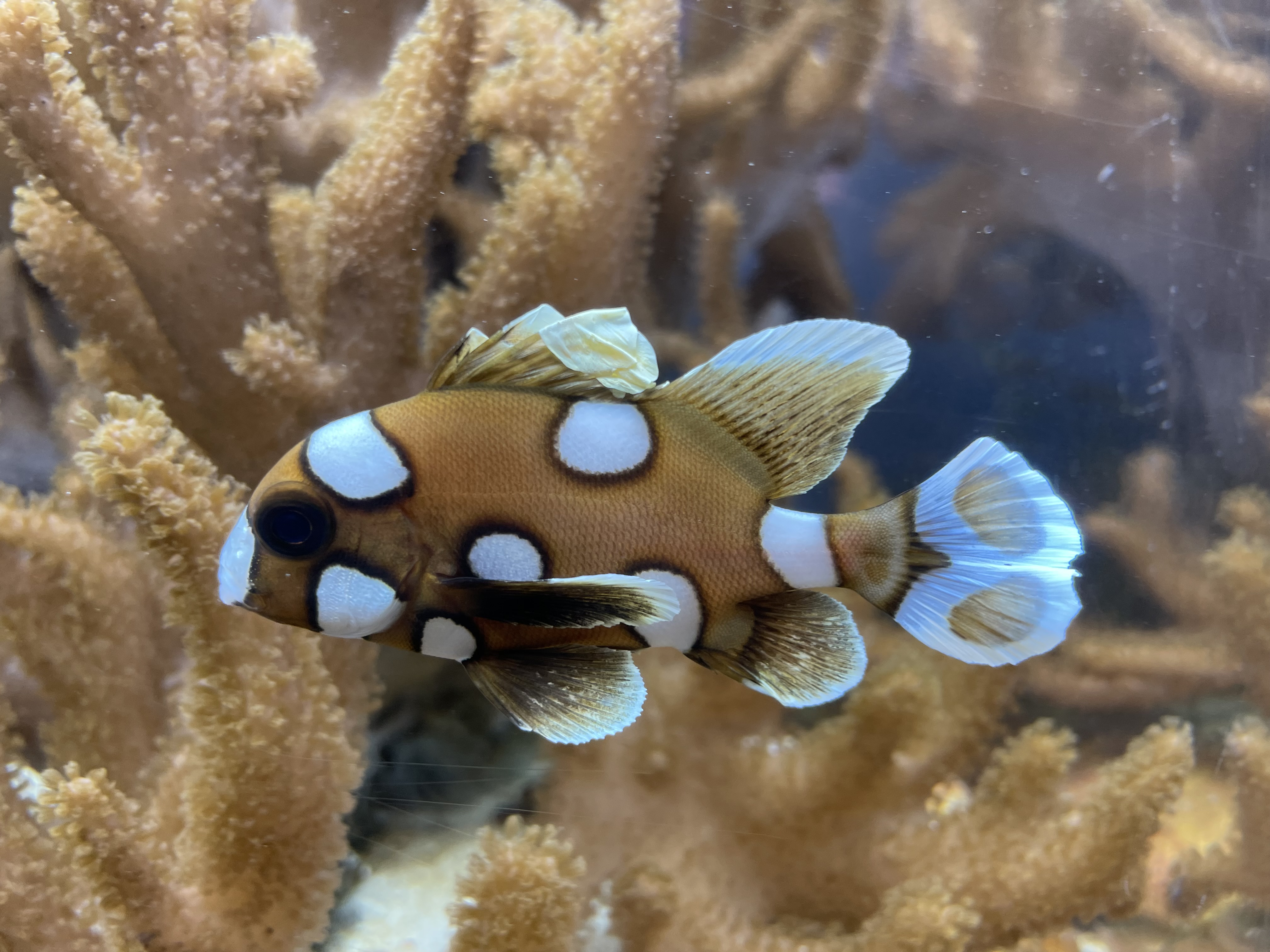
Peixe-arlequim-gracioso (Plectorhinchus chaetodonoides) jovem